# St. Leodegar (Bad Bellingen)

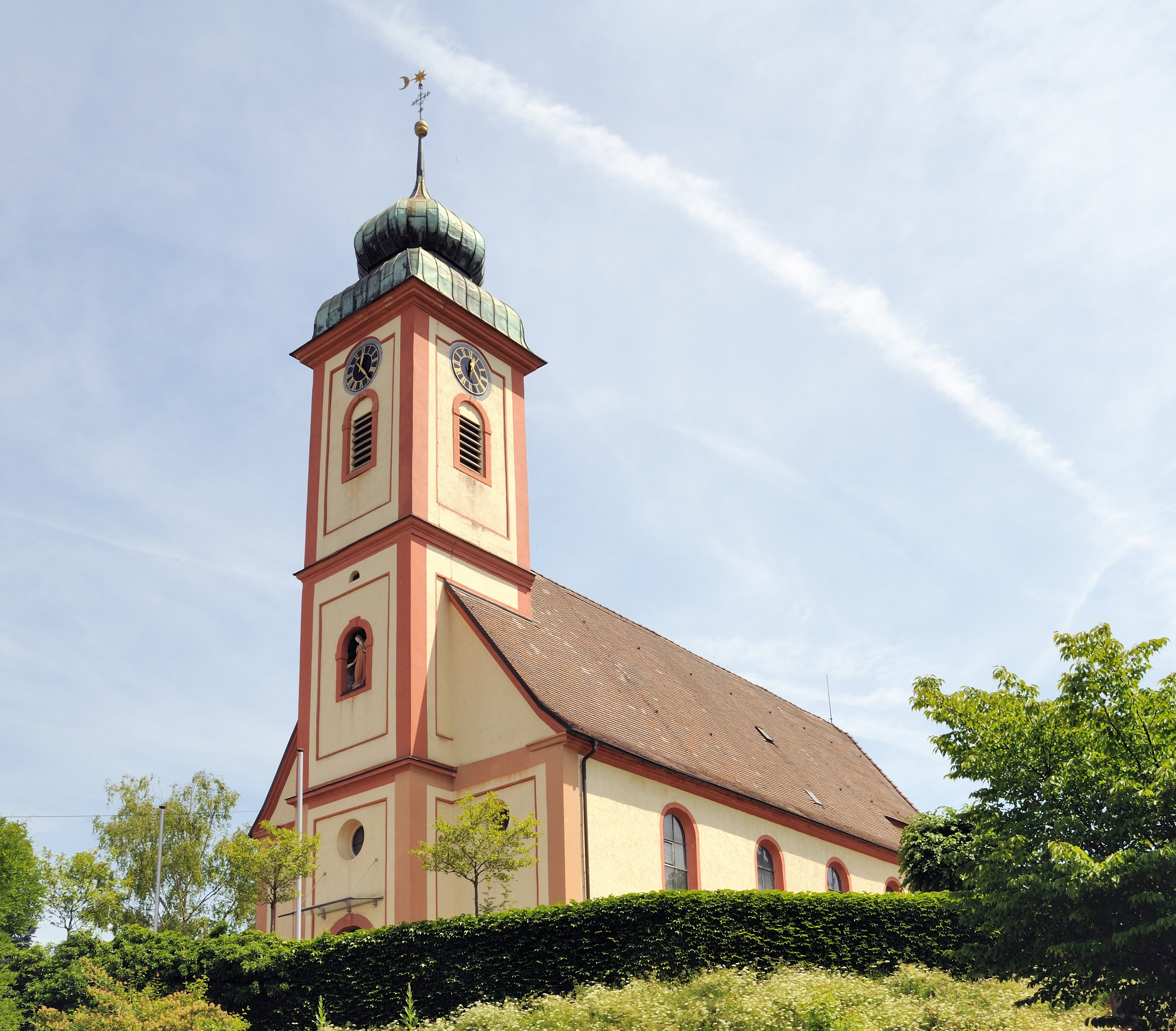
Pfarrkirche St. Leodegar in Bad Bellingen

St. Leodegar ist die katholische Pfarrkirche in Bad Bellingen. Sie ist dem heiligen Bischof Leodegar von Autun (Gedenktag 2. Oktober) geweiht. Baustilistisch ist sie sowohl dem Spätbarock wie auch dem Frühklassizismus zuzuordnen. Die selbständige Pfarrei Bad Bellingen verlor in den Jahren 1631 bis 1796 ihre Selbständigkeit und wurde von Bamlach mitbetreut. Seither ist sie wieder eigene Pfarrei.

## Geschichte
Eine Kirche in Bad Bellingen wurde 1298 erstmals genannt „B. de Hartkilch rector ecclesie in Bellikon“ und ein Pfarrer bereits 1265 „plebanus in Bellicon“. Da die Kirche schon damals dem Patrozinium des heiligen Leodegar geweiht war, vermutet man, dass eine heute im Dreiländermuseum in Lörrach aufbewahrte Sitzfigur aus dem 15. Jahrhundert von der Bad Bellinger Kirche stammt.
Im Jahr 1624 brach man in einer ersten Bauphase den Chor ab und baute ihn als polygonalen Chor in Form eines 3/8-Ecks wieder auf. Der spätgotische Baukörper besteht im Inneren aus einem hochprofilierten Rippengewölbe, das auf dünnen Wandsäulen ruht. Die zwei Schlusssteine zeigen die Jahreszahl 1624 und das Christus-Monogramm IHS. Ursprünglich war das Gewölbe ausgemalt.
1738 erhielt die Kirche noch eine barocke Ausstattung, bis 1782 wegen des baufälligen Zustands Turm und Langhaus abgerissen und in größeren Ausmaßen an gleicher Stelle neu errichtet wurden. Allerdings verzichtete man auf den Wiederaufbau einer damals am Langhaus angebauten Kapelle, die der Heiligen Odilie geweiht war. Nach einjähriger Bauzeit wurde das Gotteshaus durch den Konstanzer Bischof geweiht. 1791 wurde der neue Hochaltar fertiggestellt. Im Zuge dieser Arbeit glich man die Seitenaltäre aus dem Jahr 1738 dem Stil des Hauptaltars an.
Starke Beschädigungen im Zweiten Weltkrieg machten in den Jahren 1953 bis 1955 Außen- und Innenrenovierungen notwendig. In einer zweiten Phase gestaltete man in den Jahren 1974 bis 1976 unter anderem den Eingangsbereich neu; das Gotteshaus erhielt außerdem einen neuen Zelebrationsaltar und einen Ambo.

## Beschreibung

### Kirchengebäude

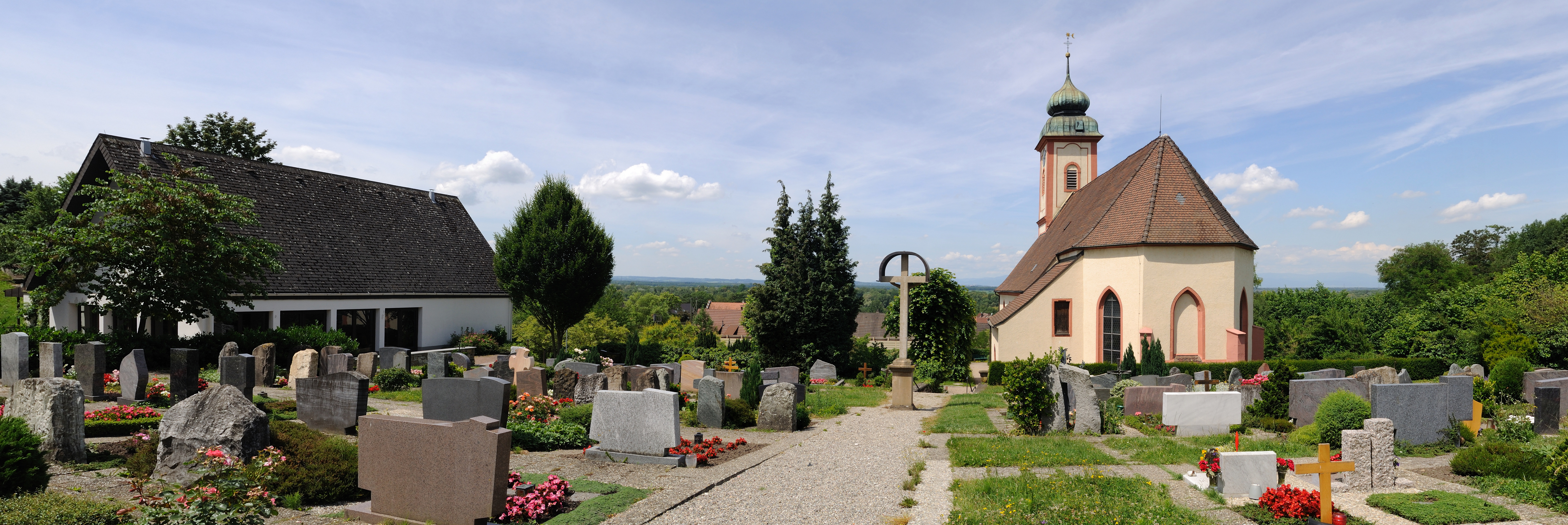
St. Leodegar von Osten mit Friedhof und Kapelle

Die Kirche St. Leodegar in Bad Bellingen steht inmitten des Friedhofs. Sie besteht aus einem mit einem Satteldach gedeckten Langhaus und einem polygonalen Chor mit abgewalmtem Dach. An der westlichen Seite des Langhauses erhebt sich ein dreigeschossiger Glockenturm mit Welscher Haube. Im zweiten Geschoss steht in einer Nische eine Madonnenstatue des Freiburger Bildhauers Berthold Knittel, die 1879 geschaffen wurde. Im oberen Turmgeschoss befinden sich zu allen vier Seiten rundbogige Klangarkaden, darüber nach Norden und Süden je ein rundes Zifferblatt der Turmuhr. Die Ränder des Turms sind – in Anlehnung an die im Markgräflerland bei älteren Kirchen übliche Eckquaderung – sandsteinrot gestaltet. Die übrige Fassade ist mit dünnen, ebenfalls sandsteinroten Lisenen akzentuiert.

### Inneres und Ausstattung

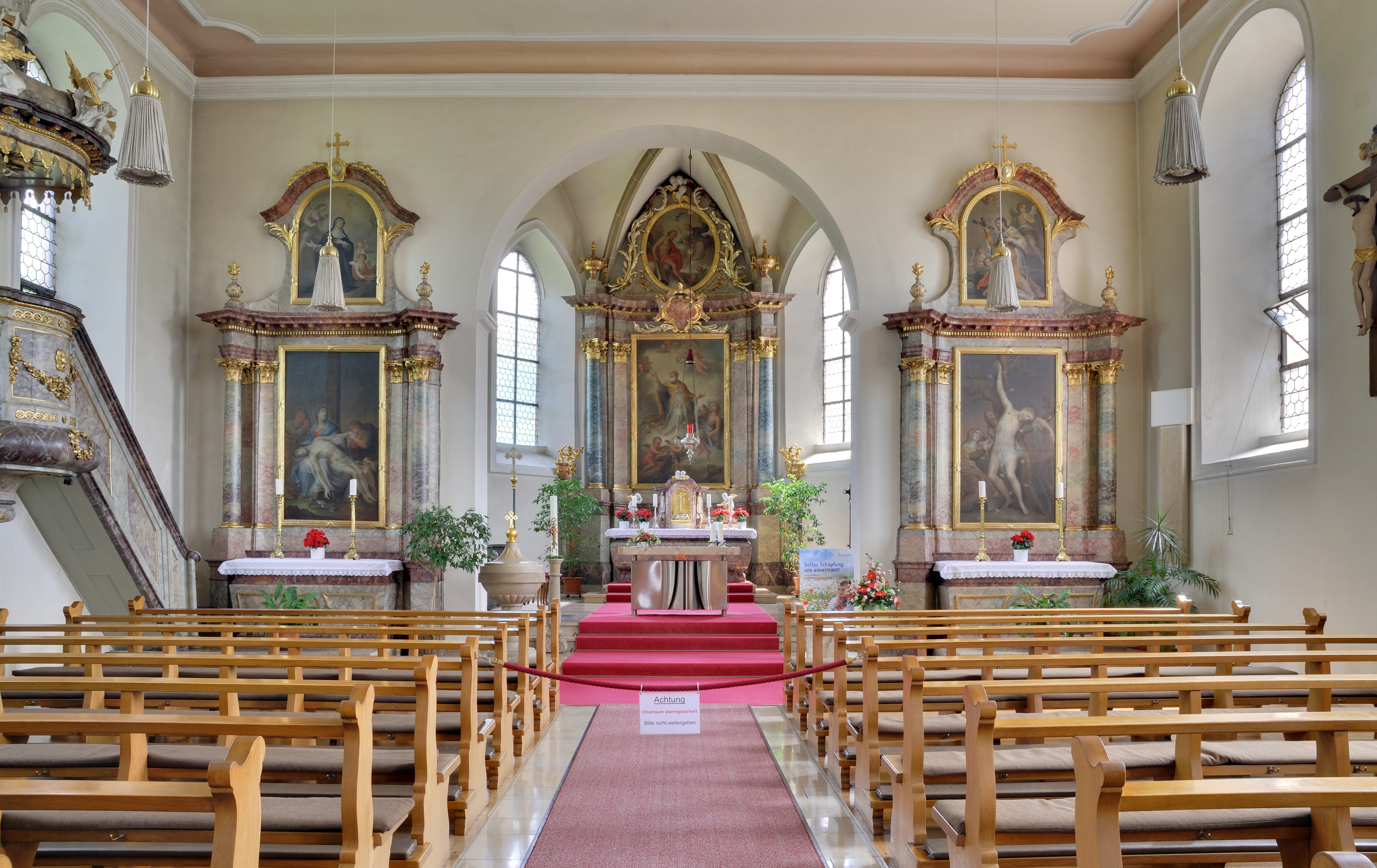
Langhaus mit Blick zum Chor

Im Innenraum ist in das vierjochige Gotteshaus eine flache Decke mit einem schlichten Stuckfeld eingezogen. Sie wird von einem umlaufenden Gesims eingerahmt.
Die bei der barocken Umgestaltung 1738 errichteten Seitenaltäre zeigen als Hauptbild links die Beweinung Christi und rechts die Witwe Irene, die dem gemarterten aber dadurch nicht getöteten heiligen Sebastian einen Pfeil herauszieht. Beide Gemälde wurden von dem Tessiner Kunstmaler Jakob Pellandella 1738 geschaffen.
Der Chor ist vom Langhaus über drei Treppenstufen unter einem schlichten Triumphbogen erreichbar. Dort steht der Hochaltar aus dem Jahr 1791. Die drei konkaven Altäre werden von Säulen flankiert. Anlässlich der Errichtung des Hauptaltars wurden auch die Seitenaltäre klassizistisch überarbeitet. Diese Schreiner-, Bildhauer- und Goldfassarbeiten leisteten die Freiburger Werkstätten Bretz, Hauser und Nüßler. Die Gemälde des Hauptaltars stammen ebenso wie die den Seitenaltären zugefügten Oberbilder von dem Barockmaler Simon Göser (1735–1815). Der Hauptaltar zeigt den Märtyrer und Kirchenpatron Leodegar, umgeben von Engeln, die neben einem Lorbeerkranz und einen Märtyrerpalme auf einer Schale die ihm herausgeschnittenen Augen, Lippen und Zunge, einen Bohrer und das Schwert halten, mit dem der Heilige letztlich enthauptet wurde. Im Oberbild wird die Heilige Dreifaltigkeit dargestellt, die die Ankunft des Heiligen im Himmel erwartet. Das Oberbild des linken Seitenaltars zeigt die zum Himmel blickende heilige Ottilie als Äbtissin; auf einem Buch liegen Augen als Symbol ihrer Blindheit bis zur Taufe, während ein Engel den Krummstab hält. Rechts ist kniend der heilige Johannes Nepomuk zu sehen, der anbetend das Kruzifix vor sich hält, während sich hinter ihm ein Engel zur Symbolisierung des Beichtgeheimnisses einen Zeigefinger vor den Mund hält.
Die mit Bandornamenten und Blumengirlanden geschmückte klassizistische Kanzel aus dem Jahr 1797 stammt von einem Freiburger Künstler. Ihr Schalldeckel wird von Symbolen der vier Evangelisten geziert.
Der neue Zelebrationsaltar und der Ambo aus Stahl und Marmor sind von Günther van Look. Diese ersetzten in den 1970er Jahren die barocken Ausstattungsstücke.

### Orgel
Die Orgel aus dem Jahr 1793 erbaute Johann Dreyer (1737–1825) aus Laufenburg; sie wurde 1794 und 1869 umgebaut. 1896 setzte F. W. Schwarz ein neues Werk ein. Diese Orgel wurde 2008 nach Wolfshagen (Uckerland) verkauft und dort in der Dorfkirche aufgestellt. Dieses Instrument arbeitet heute mit Kegelladen, einer elektro-pneumatischen Spiel- und Registertraktur. 2007 baute die Firma Metzler Orgelbau aus der Schweiz in St. Leodegar eine neue, rein mechanische Orgel ein. Sie verfügt über 21 Register auf zwei Manuale und Pedal. Die Orgel befindet sich auf der Empore über dem westlichen Eingangsbereich.
| I Hauptwerk C–a3 |             |       |
| 1.               | Principal   | 8′    |
| 2.               | Hohlflöte   | 8′    |
| 3.               | Octave      | 4′    |
| 4.               | Spitzflöte  | 4′    |
| 5.               | Superoctave | 2′    |
| 6.               | Cornett IV  | 4′    |
| 7.               | Mixtur IV   | 1 ⁄3′ |

| II Schwellwerk C–a3 |                      |        |
| 8.                  | Bourdon              | 8′     |
| 9.                  | Salicional           | 8′     |
| 10.                 | Principal            | 4′     |
| 11.                 | Rohrflöte            | 4′     |
| 12.                 | Nasard               | 2 ⁄3′  |
| 13.                 | Doublette            | 2′     |
| 14.                 | Tierce               | 1 3⁄5′ |
| 15.                 | Sifflet              | 1′     |
| 16.                 | Trompette harmonique | 8′     |
| 17.                 | Basson-Hautbois      | 8′     |
|                     | Tremulant            |        |

| Pedalwerk C–f1 |            |     |
| 18.            | Subbass    | 16′ |
| 19.            | Octavbass  | 8′  |
| 20.            | Choralbass | 4′  |
| 21.            | Fagott     | 16′ |

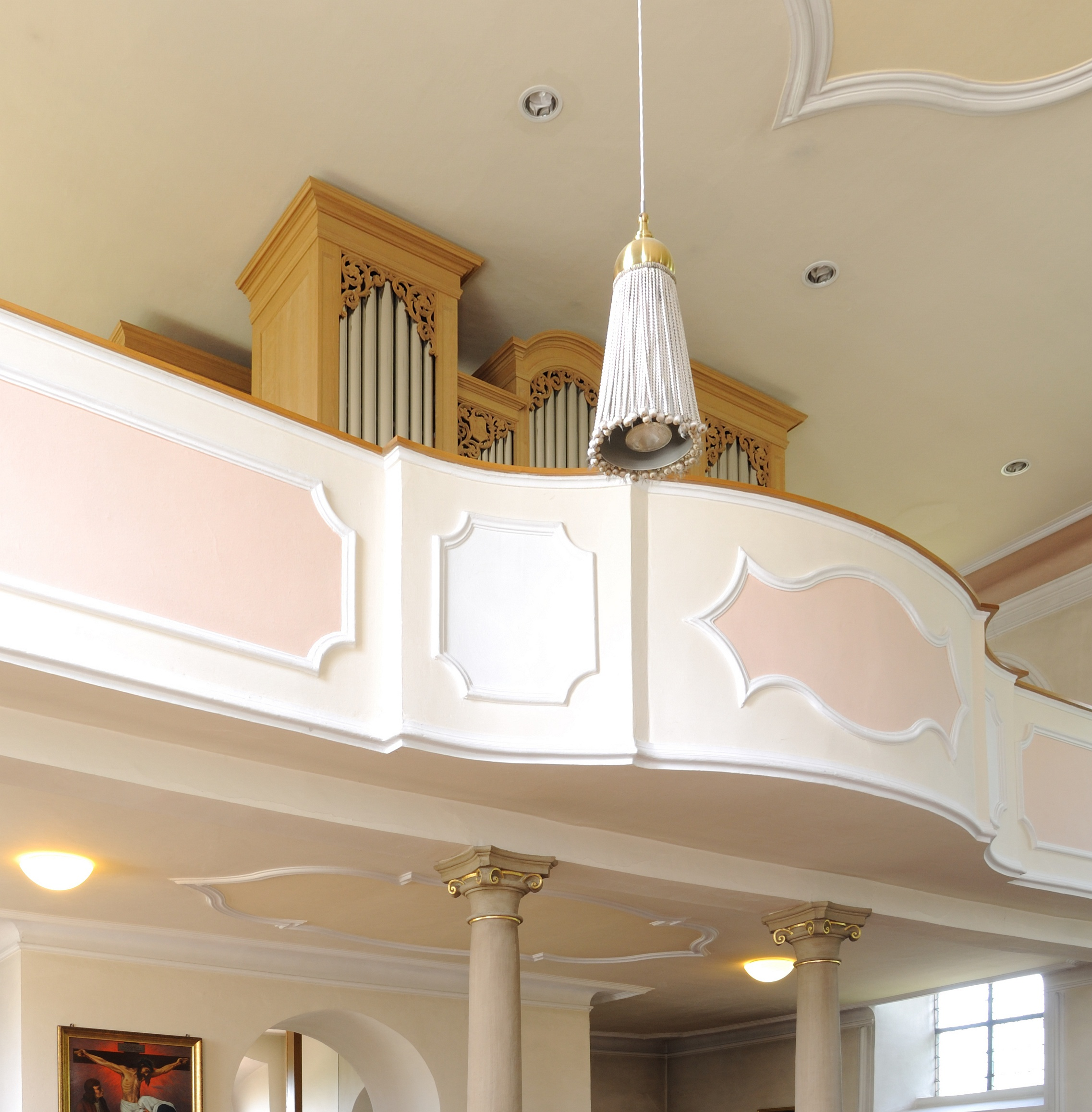
Blick auf die Orgelbühne

- Koppeln: II/I (auch als Suboktavkoppel), I/P, II/P

### Glocken

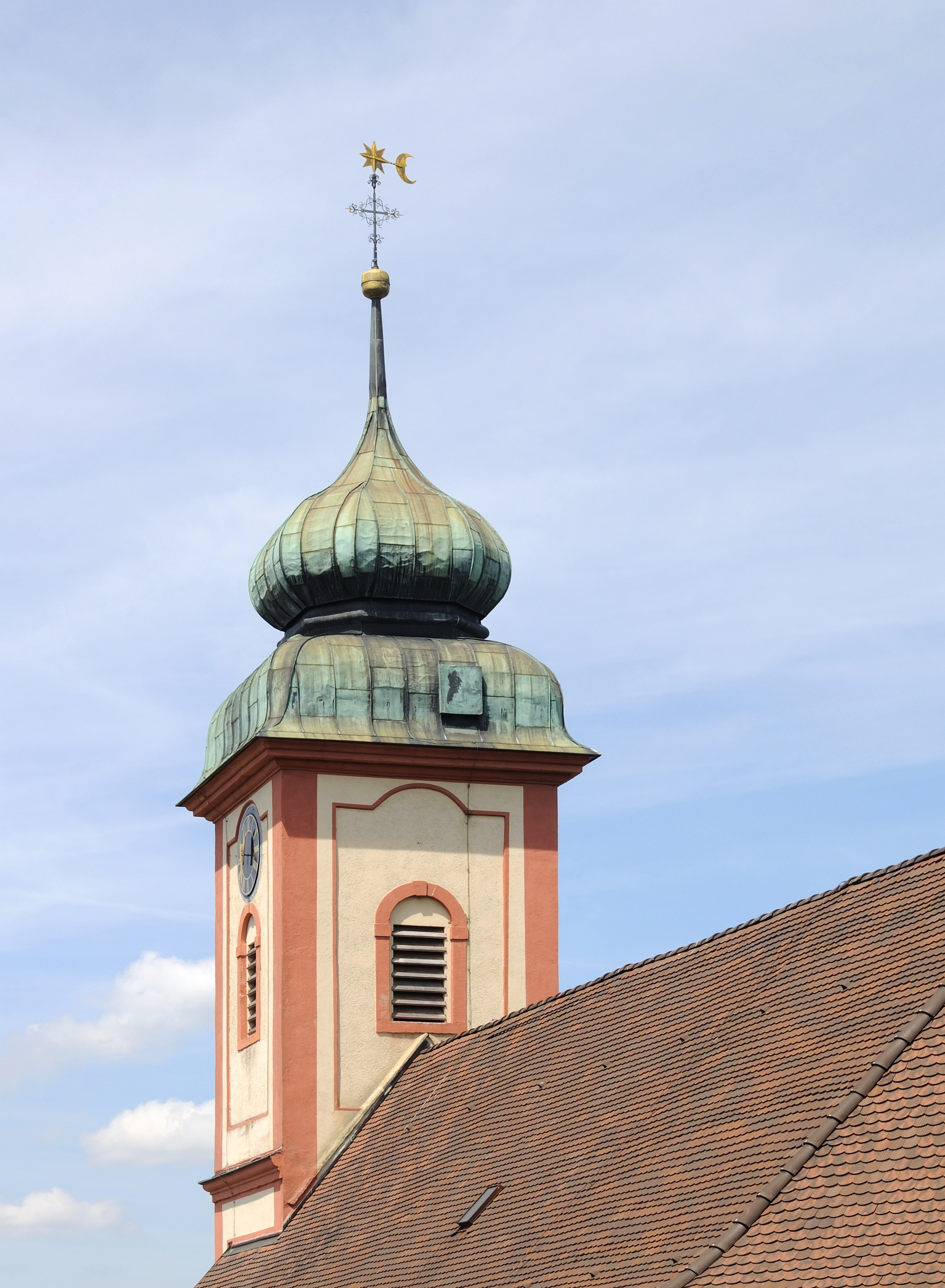
Glockenturm

Das dreistimmige Bronzegeläut von St. Leodegar setzt sich wie folgt zusammen:
| Glocke | Name               | Gussjahr | Gießerei                    | Durchmesser | Gewicht | Schlagton |
| ------ | ------------------ | -------- | --------------------------- | ----------- | ------- | --------- |
| 1      | Leodegarsglocke    | 1959     | F. W. Schilling, Heidelberg | 908 mm      | 499 kg  | a′+2      |
| 2      | Muttergottesglocke | 1959     | F. W. Schilling, Heidelberg | 807 mm      | 347 kg  | h′+2      |
| 3      | Kleine Glocke      | 1866     | Carl Rosenlächer, Konstanz  | 663 mm      | 130 kg  | d″+2      |

Die kleine d″-Glocke zeigt ein Bild des heiligen Sebastian am Marterbaum und trägt die Inschrift „Der Name des Herrn sei gepriesen“.